# Blokmelk
Blokmelk was een mengsel van melk en bietsuiker dat tot een vast product werd ingedampt. Het was een variant op melkpoeder en bestond uit gecondenseerde melk waarin suiker was opgelost en daarna onder lage druk ingedampt. De smaak van volle melk bleef aanwezig. In vaste vorm had het een drogestofgehalte van ten minste 85%. De samenstelling was gewoonlijk 50% melk en 50% suiker. Suikervrije blokmelk bestond louter uit samengeperste melkpoeder.
Door het ingedampte product samen te persen werd vast product verkregen. Deze substantie werd in grote blokken gesneden en in kisten verpakt, vandaar de naam. Het werd onder meer geëxporteerd naar Zwitserland. Als halffabricaat was het in gebruik bij de chocolade- en karamelindustrie of voor de productie van consumptie-ijs. Omdat het goed houdbaar is werd het in de koloniale tijd veel verscheept naar Nederlands-Indië. Blokmelk werd geproduceerd in zogenoemde blokmelkfabrieken zoals 'De Nederlandsche Gruyère Blokmelk Fabriek N.V.' met vestigingen in Zwolle en Den Haag.